# Saint-Martin-Lestra
Saint-Martin-Lestra és un municipi francès situat al departament del Loira i a la regió d'Alvèrnia-Roine-Alps. L'any 2007 tenia 847 habitants.

## Demografia

### Població
El 2007 la població de fet de Saint-Martin-Lestra era de 847 persones. Hi havia 314 famílies de les quals 72 eren unipersonals (30 homes vivint sols i 42 dones vivint soles), 83 parelles sense fills, 136 parelles amb fills i 23 famílies monoparentals amb fills.
La població ha evolucionat segons el següent gràfic:
Habitants censats

### Habitatges
El 2007 hi havia 409 habitatges, 324 eren l'habitatge principal de la família, 36 eren segones residències i 48 estaven desocupats. 391 eren cases i 18 eren apartaments. Dels 324 habitatges principals, 238 estaven ocupats pels seus propietaris, 80 estaven llogats i ocupats pels llogaters i 6 estaven cedits a títol gratuït; 10 tenien dues cambres, 44 en tenien tres, 93 en tenien quatre i 177 en tenien cinc o més. 254 habitatges disposaven pel capbaix d'una plaça de pàrquing. A 140 habitatges hi havia un automòbil i a 160 n'hi havia dos o més.

### Piràmide de població
La piràmide de població per edats i sexe el 2009 era:
| Homes | Edats   | Dones |
| ----- | ------- | ----- |
| 0     | 95 o +  | 4     |
| 4     | 90 a 94 | 0     |
| 4     | 85 a 89 | 4     |
| 0     | 80 a 84 | 4     |
| 16    | 75 a 79 | 4     |
| 28    | 70 a 74 | 36    |
| 24    | 65 a 69 | 20    |
| 12    | 60 a 64 | 4     |
| 24    | 55 a 59 | 16    |
| 8     | 50 a 54 | 20    |
| 28    | 45 a 49 | 20    |
| 32    | 40 a 44 | 20    |
| 40    | 35 a 39 | 28    |
| 32    | 30 a 34 | 36    |
| 20    | 25 a 29 | 12    |
| 12    | 20 a 24 | 8     |
| 36    | 15 a 19 | 8     |
| 12    | 10 a 14 | 20    |
| 36    | 5 a 9   | 40    |
| 24    | 0 a 4   | 32    |

## Economia
El 2007 la població en edat de treballar era de 525 persones, 411 eren actives i 114 eren inactives. De les 411 persones actives 384 estaven ocupades (223 homes i 161 dones) i 27 estaven aturades (9 homes i 18 dones). De les 114 persones inactives 48 estaven jubilades, 31 estaven estudiant i 35 estaven classificades com a «altres inactius».

### Ingressos
El 2009 a Saint-Martin-Lestra hi havia 324 unitats fiscals que integraven 850 persones, la mediana anual d'ingressos fiscals per persona era de 15.056 €.

### Activitats econòmiques
Dels 43 establiments que hi havia el 2007, 3 eren d'empreses alimentàries, 2 d'empreses de fabricació d'altres productes industrials, 8 d'empreses de construcció, 5 d'empreses de comerç i reparació d'automòbils, 1 d'una empresa de transport, 3 d'empreses d'hostatgeria i restauració, 2 d'empreses d'informació i comunicació, 1 d'una empresa immobiliària, 6 d'empreses de serveis, 9 d'entitats de l'administració pública i 3 d'empreses classificades com a «altres activitats de serveis».
Dels 17 establiments de servei als particulars que hi havia el 2009, 1 era una oficina de correu, 4 tallers de reparació d'automòbils i de material agrícola, 5 paletes, 2 lampisteries, 1 perruqueria, 1 veterinari, 2 restaurants i 1 agència immobiliària.
Dels 4 establiments comercials que hi havia el 2009, 1 era una botiga de menys de 120 m², 2 fleques i 1 una carnisseria.
L'any 2000 a Saint-Martin-Lestra hi havia 48 explotacions agrícoles que ocupaven un total de 1.254 hectàrees.

## Equipaments sanitaris i escolars
El 2009 hi havia 2 escoles elementals.

## Poblacions més properes
El següent diagrama mostra les poblacions més properes.